# 聖ゲオルギオス教会 (カイロ)

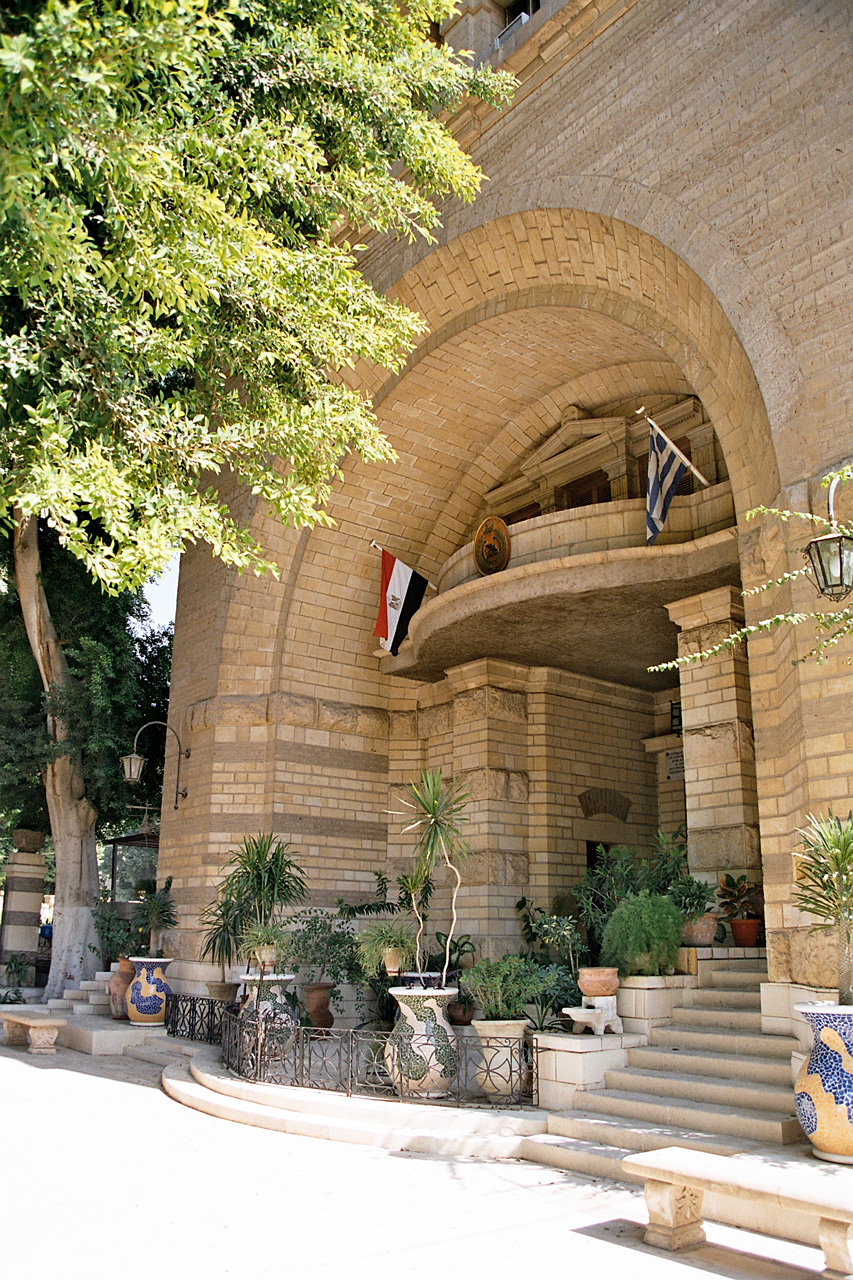
修道院の入口

聖ゲオルギオス教会（せいゲオルギオスきょうかい、聖ゲオルギウス教会、アラビア語: كنيسة القديس جورج、セント・ジョージ教会〈英: Church of St. Gorge〉）または、聖マリ・ギルギス・ギリシャ正教会、セント・ジョージ修道院と教会（英: Monastery 〈Convent〉 and Church of St. George）は、エジプトの首都カイロのコプト地区 (Coptic Cairo) にある正教会（ギリシャ正教）であり、敷地内で修道院につながる。教会名は聖人である聖ゲオルギオス（マリ・ギルギス、Mari Girgis、Mar Girgis〈Margirgis は、聖ゲオルギオスを意味するギリシア語: Aigiorgis の転化〉）にちなむ。
教会は10世紀またはそれ以前にさかのぼる。15世紀まではコプト教会であった。西暦1世紀頃のローマ時代に築かれたバビロン要塞の場所に位置しており、現在の建造物は19世紀末の火災後、1904年に再建された。
聖ゲオルギオス教会は、円形（ロタンダ）教会としてはエジプトで唯一の建造物として知られる。基部の直径27メートル、ドームの直径13メートル、ドームと胴部の高さ11メートル、全高は22メートルである。
教会の階段を上った正面（ファサード）に、馬に乗る聖ゲオルギオスと竜（ドラゴン）の浮き彫り（レリーフ）がある。内部のドームの天井中央には、イエス・キリストの肖像が描かれており、窓には、以前の教会のステンドグラスが配置されている。

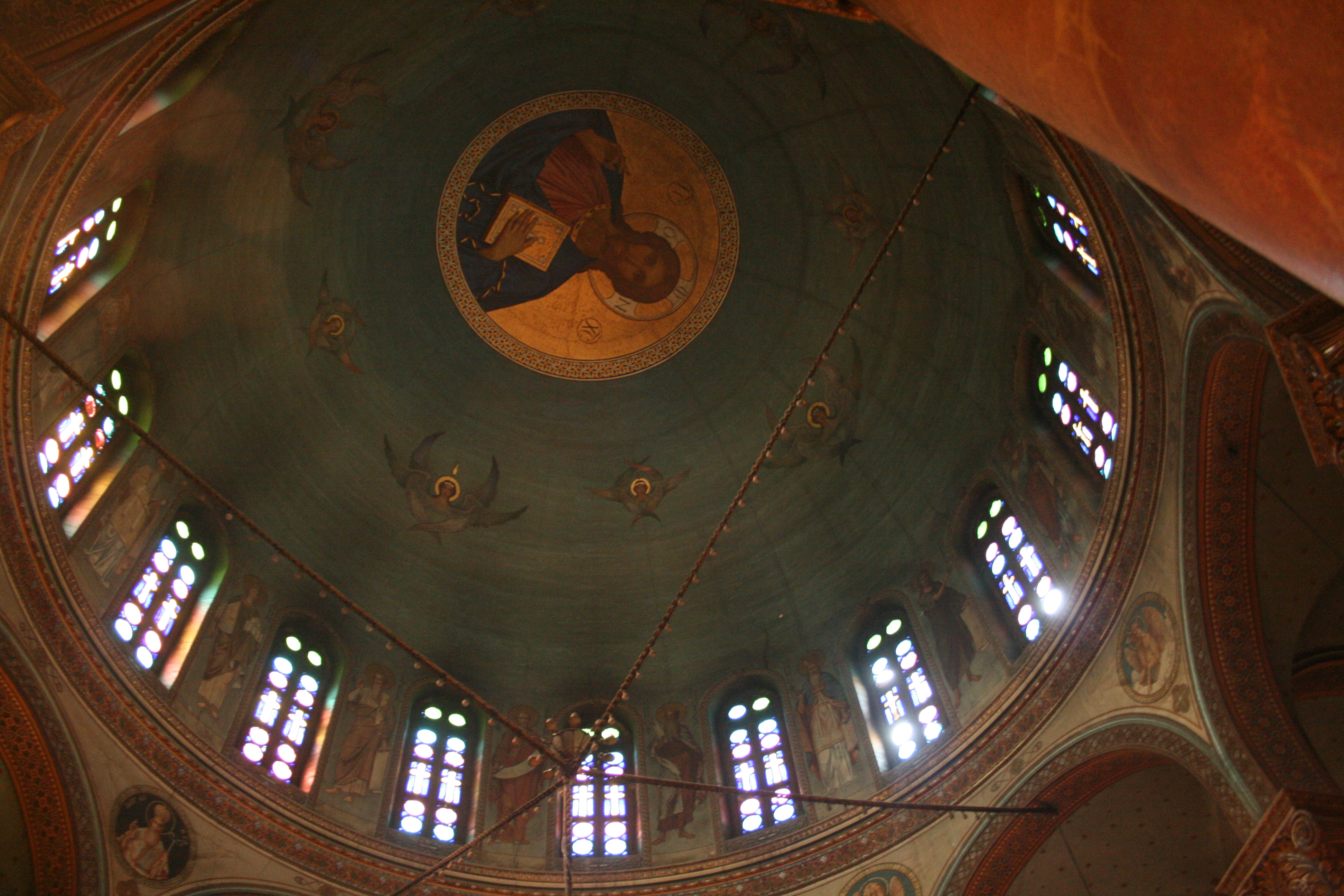
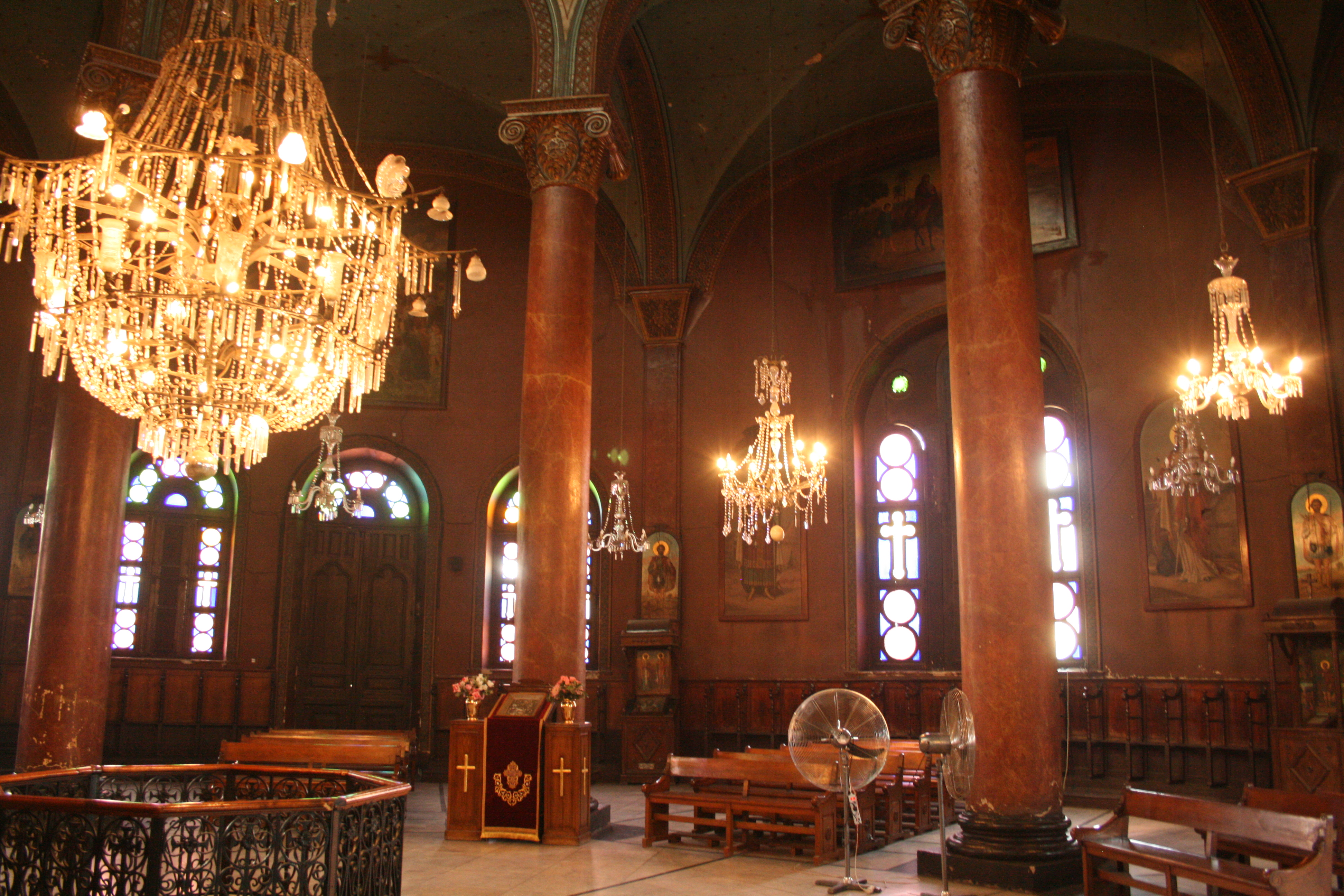
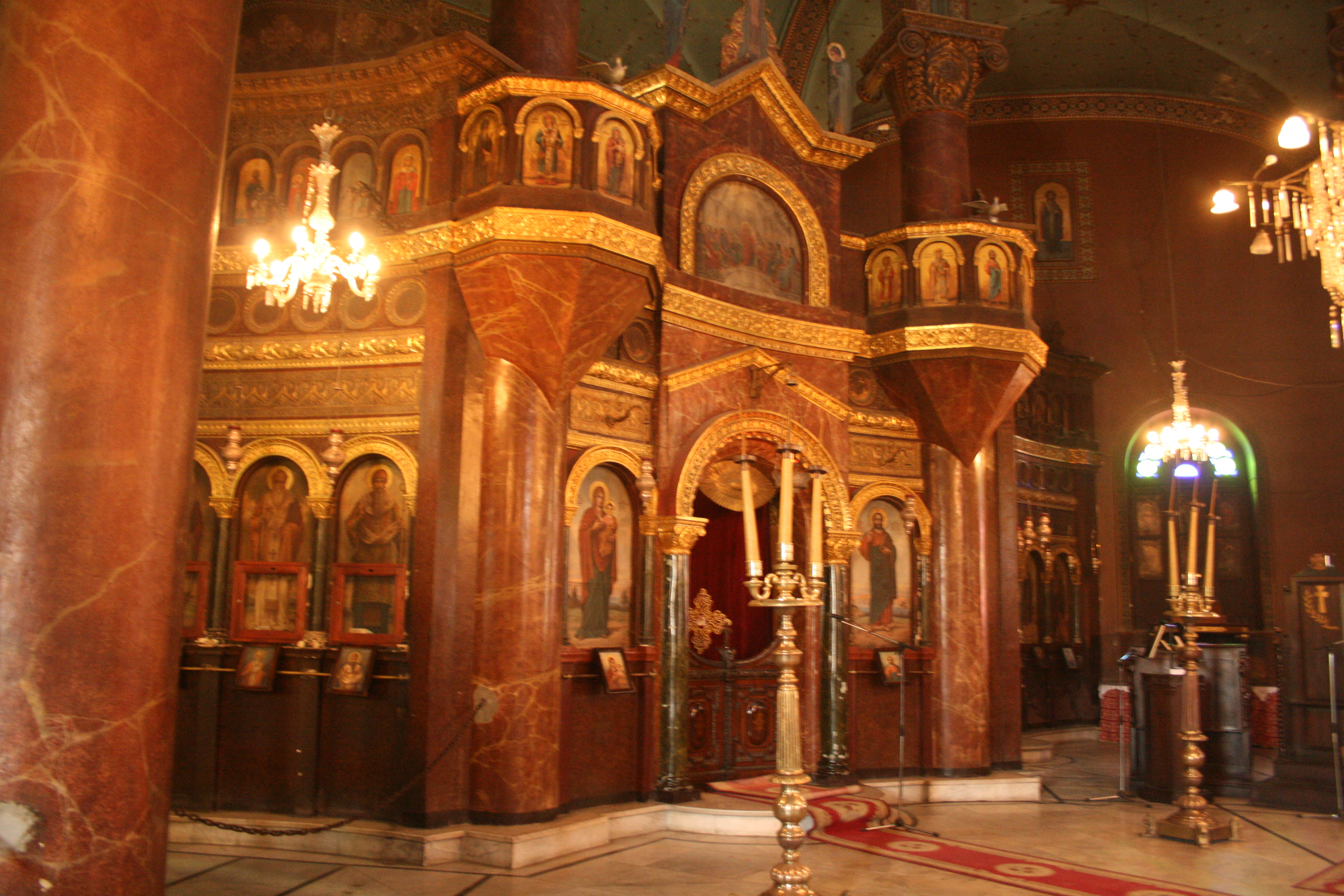